# Wolfgang von Kempelen
Johann Wolfgang Ritter von Kempelen de Pázmánd (Pressburg (tegenwoordig Bratislava), 23 januari 1734 - 26 maart 1804) was een Hongaarse auteur en uitvinder. Hij is bekend om zijn schaakmachine de Turk, die na zijn dood als bedrog ontmaskerd werd, en om zijn spraakmachine. 
Von Kempelen studeerde rechten en filosofie in Pressburg en volgde academisch onderwijs in Győr, Wenen en Rome. Ook wiskunde en natuurkunde interesseerden hem. Naast Duits sprak hij Hongaars, Latijn, Frans en Italiaans. Tijdens zijn reizen in Engeland en opdrachten in het Banaat leerde hij een beetje Engels en Roemeens.  